# Wladimir Karpowitsch Dmitrijew
Wladimir Karpowitsch Dmitrijew (russisch Владимир Карпович Дмитриев; * 24. November 1868 in Smolensk; † 30. November 1913) war der erste russische Ökonom, der mathematische Methoden angewandt hat.
Nach Studium der Medizin und der politischen Ökonomie in Moskau begann er 1896 als Steuerbeamter in der Kleinstadt Vonkovits im Gouvernement Podolien zu arbeiten, bis 1899 eine Tuberkulose ihn zur Aufgabe dieser Tätigkeit zwang.
Seine zwischen 1898 und 1902 veröffentlichten ökonomischen Aufsätze sind klassische Texte der ökonomischen Literatur. Sie wurden sogleich von einigen Fachleuten wie A. I. Chuprow, P. Struwe und N. N. Shaposhnikow sowie Ladislaus von Bortkewitsch stark beachtet, gerieten aber nach 1919 in Vergessenheit und wurden erst in den 1960er Jahren wiederentdeckt und 1974 von D. M. Nuti in Englisch herausgegeben sowie eingeleitet.
Dmitrijew nahm eine Reihe von Sätzen und Techniken vorweg, die heute zum Bestand der ökonomischen Theorie rechnen, und zwar von der Input-Output-Analyse hin zur korrekten Bestimmung von Arbeitswerten und Produktionspreisen, einschließlich des „Non-Substitution-Theorems“ von Paul Samuelson und einige von Sraffas Sätzen über Preise und Distribution. Er entwickelte eine äußerst originelle Wettbewerbstheorie, die man als „vollkommenen Wettbewerb in Gegenwartsmärkten“ kennzeichnen könnte.
Dmitrijew strebte eine theoretische Synthese an zwischen Arbeitswerttheorie und Grenznutzentheorie an. Er war wohl der erste, der nicht bei der Definition von „Wert“ als „vergegenständlichte Arbeit“ stehen blieb, und ein Gleichungssystem zur Berechnung von Arbeitswerten formulierte. Ladislaus von Bortkewitsch hat dieses System in seinen Arbeiten zum Transformationsproblem angewandt.